# Contea di Logan (Colorado)
La contea di Logan, in inglese Logan County, è una contea dello Stato del Colorado, negli Stati Uniti. La popolazione al censimento del 2000 era di 20 504 abitanti, passati a 22 709 nel 2010. Il capoluogo di contea è Sterling.

## Geografia
La contea si trova nel nord-est dello Stato, al confine con il Nebraska. Rientra nella regione delle Grandi Pianure e il fiume principale è il South Platte, che divide a metà la contea scorrendo verso nord-est.

### Contee confinanti
- Contea di Cheyenne (Nebraska) - nord
- Contea di Sedwick - est
- Contea di Phillips - est
- Contea di Yuma - sud-est
- Contea di Washington - sud
- Contea di Morgan - sud-ovest
- Contea di Weld - ovest
- Contea di Kimball (Nebraska) - nord-ovest

## Storia
La contea fu istituita nel 1887 e fu chiamata così in onore del generale e politico John A. Logan.

## Comuni
L'unica city è Sterling, il capoluogo di contea.

### Towns
- Crook
- Fleming
- Iliff
- Merino
- Peetz

### Census-designated places
- Atwood
- Padroni